# 人間蒸発
『人間蒸発』（にんげんじょうはつ）は、1967年の日本映画。今村昌平の監督によるモキュメンタリー映画である。ATGが最初に資金提供した作品であり、第41回キネマ旬報ベスト・テン第2位、映画芸術第1位、日本映画評論第1位など高い評価を受けた。

## 概要
現実に失踪した人間の行方をその婚約者と共に追う、という設定のもとに日本全国を歩き、その取材過程を映画に仕上げた。
行方不明者増加に興味をもった今村が警視庁の家出人リストから新潟出身のセールスマン・大島裁を選び、その婚約者・早川佳江に俳優の露口茂を同行させ、二人で大島の関係先を訪ねるなどして捜索を始める。次第に蒸発した大島の隠された一面が浮かびあがるうえ、早川の姉のサヨが、大島と肉体関係を持っていたのではないかとの疑念が浮かび上がる。また早川は、次第に役柄としてではなく露口のことが好きになり、捜索はどうでもよくなってしまう。一般人である早川は、次第にまるで女優が演技をするかのように、一般人から女優の顔になっていっていった。また露口は露口として登場するのではなく、蒸発した大島を演じるよう今村から言われ、困惑し、ヘトヘトに疲れ果ててしまったという。
ドキュメンタリーであるがフィクションでもあり、クライマックスでは路上に集めた関係者を前に「これはフィクションなんだから、フィクションなんだから」と今村昌平自身が強調した。

## 登場人物
- 大島裁（写真のみ） ‐ 失踪者。新潟県直江津出身。32歳。プラスチック問屋セールスマン。1965年に失踪。
- 早川佳江 ‐ 大島の婚約者。病院のまかない婦を辞め、本作に出演した。
- 露口茂 ‐ 早川佳江の付添人。
- 早川サヨ ‐ 佳江の姉。中小企業社長の運転手兼妾。元芸者。
- 霊媒師
- 大島の勤め先、取引先の人々
- 大島の直江津の親族
- 大島の元恋人
- 早川姉妹宅近所の魚屋ほか

## スタッフ
- 製作 ‐ 日本アートシアターギルド、日本映画新社、今村プロダクション
- 撮影 ‐ 石黒健治
- 音楽 ‐ 黛敏郎
- 監督 ‐ 今村昌平
- 協力 ‐ 浦山桐郎
- 録音 ‐ 紅谷愃一・武重邦夫
- 編集 ‐ 丹治睦夫
- 総務 ‐ 曽志崎信二・和田淳司

## 制作
- もともと今村は劇映画の場合でも、劇のモデルとなるものの実例を詳細綿密に調べる手法をとっており、劇映画ではその調査の面白さすべてを伝えられるものではないことから、いっそその調査の過程をドキュメンタリーにしたほうがいいと考えて記録映画を作ることにしたのが動機という[7]。
- はじめはテレビのシリーズ番組として蒸発者探しを企画していたが、ひとつのケースに絞って長編記録映画として製作されることになった[8]。
- 当時、高度成長経済の波に乗って地方の農村から都会に出て夢破れて行方知れずになる若者も少なくなく、蒸発者の話題がマスコミを賑わしていた[9]。今村は警視庁の家出人8万人のリストから一番平凡という理由で大島裁を選んだ[9]。どこに消えたのかという興味とともに、若者を失った農村の家族や地域共同体の変質についても関心があったという[9]。
- 今村は出演交渉時に早川佳江のことを高慢で自己中心的と感じて好きになれず、もし大島が見つからなかった場合は佳江の内面の探索を中心に映画を作ろうと考え、その仮面をはがすために予告なしに佳江の日常に踏み込んだ[9]。
- 次第に「女優」になっていく佳江に今村はイライラさせられ、超望遠カメラ、隠しカメラ、隠しマイクを使ってなんとか佳江を丸裸にしようと躍起になり、佳江の露口への告白シーン撮影や佳江が憎悪する姉サヨを引っ張り出した[10]。
- 映画をどう終わらせるかに悩んだ今村は日活撮影所内のセットをばらすシーンを結末にしようと撮影したが、思ったほどではなかったため、最後の路上のシーンを撮影した[11]。
- 製作中に失踪者・大島の公開捜査がテレビのモーニングショーに取り上げられて話題となったことから、日活が上映を引き受けたいとATGから本作を買い上げた[12]。

## 完成後
- 試写を見た早川姉妹が盗み撮りなどに怒り、プライバシー侵害を理由に上映中止を求めたとニュースになったが、映画宣伝のための日活による話題作りでもあった[12]。
- 制作側が仕込んだ霊媒師のシーンにより、佳江の姉が殺人者扱いされたことに関して記者から名誉棄損にならないかと問われ、今村は「デタラメだということはあれを見ればすぐにわかることだ」と答えた[12]。
- 東陽一がエッセイで、大島の初恋相手の女性とその姑は東がよく行く新宿の一膳めし屋の女将とおばあさんであると明らかにした[13]。
- 早川佳江はその後編み物教室の教師となり、二人の娘の母となった[9]。夫にはすべて話したという[9]。
- 2002年に佳江と今村は25年ぶりに再会し、佳江から「あの時、監督から図太く生きろと言われたおかげで強くなりました」と言われた[9]。隠し撮りなどを激しく責められるかと思ったら意外とサバサバしており、女の底知れない深淵に驚き、ここまで隠し撮りすべきだったと臍を噛んだという[9]。